# Amerigo Vespucci
Amerigo Vespucci (Firenze, 9 marzo 1454 – Siviglia, 22 febbraio 1512) è stato un navigatore, esploratore e cartografo italiano nato nella Repubblica fiorentina.
Fu il primo esploratore a rendersi conto, durante un viaggio a servizio del Regno di Portogallo nel 1501, che le nuove terre recentemente scoperte ad occidente dell'Oceano Atlantico non erano l'estrema propaggine dell'Asia orientale, come si credeva inizialmente, ma una parte di un continente ignoto che lui chiamò Nuovo Mondo, e che in suo onore fu poi chiamato America.
Vespucci fu uno dei massimi rappresentanti di un'importante nobile famiglia di Firenze, i Vespucci, che avevano le proprietà in Borgo Ognissanti vicino alla chiesa di Ognissanti dove esiste la cappella Vespucci, collocata a destra nella navata.

## Biografia

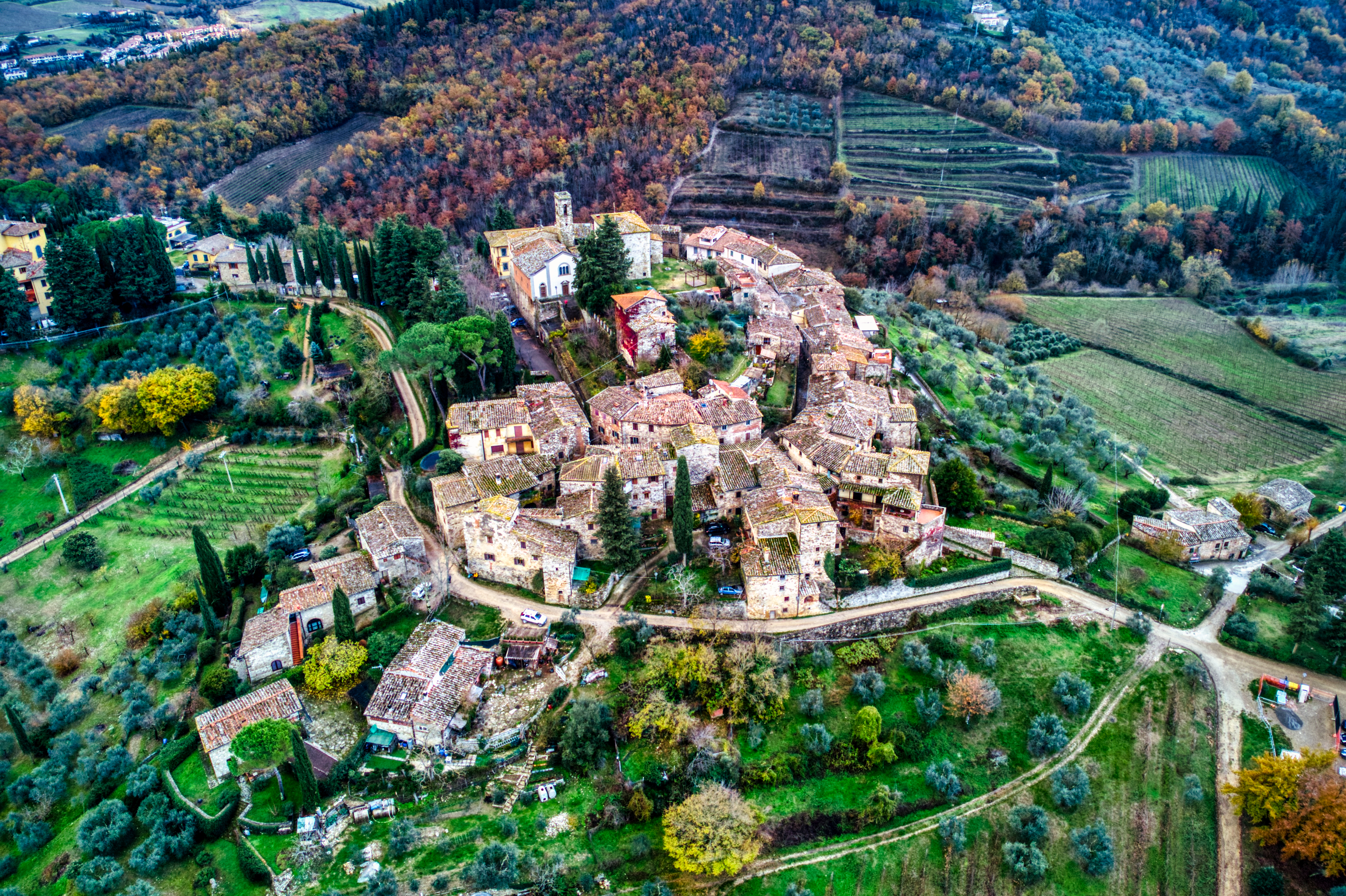
Tra gli edifici del Montefioralle si segnala una casa ritenuta essere stata di proprietà del Vespucci

Stemma della famiglia Vespucci

### Infanzia ed educazione
Terzo figlio di Anastasio o Nastagio di Amerigo Vespucci, notaio fiorentino, benestante, e di Elisabetta o Lisa di Giovanni Mini, nobildonna di Montevarchi, nacque il 9 marzo 1454, e fu battezzato il 16 marzo 1454, come testimonia l'atto di battesimo conservanto in Santa Maria del Fiore.
La famiglia risiedeva nel quartiere di Santa Lucia di Ognissanti, insieme agli altri componenti della famiglia nobile dei Vespucci, e possedeva beni anche nel borgo di Peretola, oggi rione della periferia occidentale di Firenze. Le generazioni precedenti di Vespucci avevano finanziato una cappella di famiglia nella chiesa di Ognissanti, e il vicino Ospedale di San Giovanni di Dio fu fondato da Simone di Piero Vespucci nel 1380. La famiglia di Vespucci non era particolarmente prospera ma era politicamente ben inserita. Il nonno Amerigo Vespucci servì la Signoria di Firenze per trentasei anni come cancelliere, mentre Nastagio prestò servizio sia nella Signoria sia in altri uffici corporativi. I Vespucci inoltre avevano buoni rapporti con il Signore di Firenze Lorenzo de' Medici.
I due fratelli maggiori di Amerigo, Antonio e Girolamo, furono mandati all'Università di Pisa per la loro istruzione; Antonio seguì il padre per diventare notaio, mentre Girolamo entrò nella Chiesa e si unì ai cavalieri ospitalieri di San Giovanni di Gerusalemme. Il percorso professionale di Amerigo sembrava meno certo; invece di seguire i fratelli all'università, rimase a Firenze per essere istruito dallo zio, Giorgio Antonio Vespucci, frate domenicano nel monastero di San Marco. Fortunatamente per Amerigo, suo zio era uno dei più celebri studiosi umanisti a Firenze dell'epoca e gli fornì un'ampia formazione in letteratura, filosofia, retorica e latino. Fu anche introdotto alla geografia e all'astronomia, materie che ebbero un ruolo essenziale nella sua carriera. Gli scritti successivi di Amerigo hanno dimostrato una familiarità con il lavoro dei classici cosmografi greci, Tolomeo e Strabone, e con il lavoro più recente dell'astronomo fiorentino Paolo dal Pozzo Toscanelli.

### Carriera a Firenze

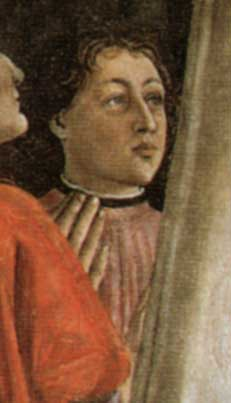
Ritratto di un giovane membro della famiglia Vespucci all'interno della cappella privata nella chiesa di Ognissanti, identificato in Amerigo da Giorgio Vasari

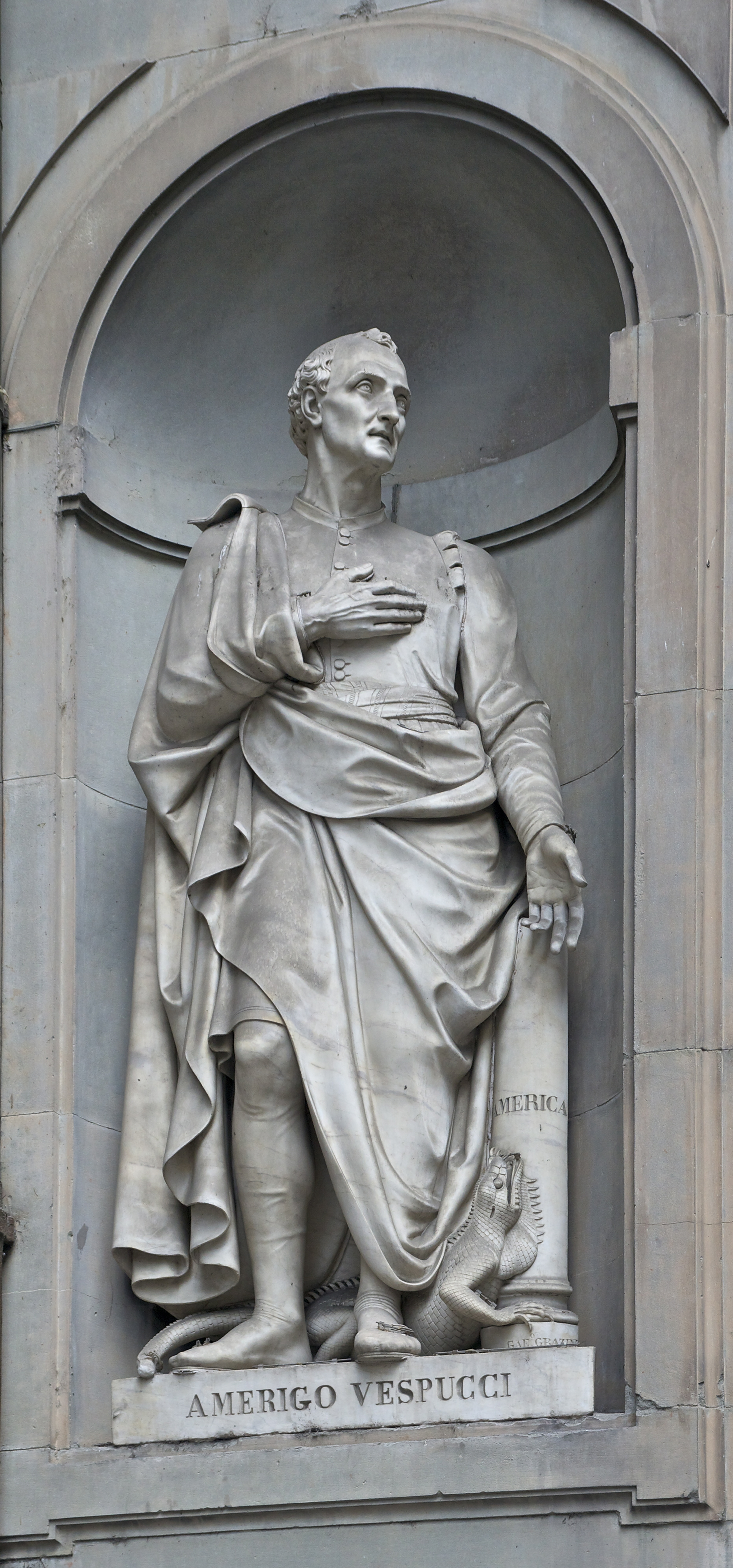
Statua di Amerigo Vespucci, Loggiato degli Uffizi, Firenze

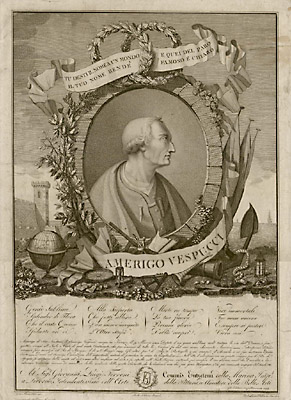
Ritratto di Vespucci

Nel 1478 Guido Antonio Vespucci guidò una missione diplomatica fiorentina a Parigi e invitò il cugino più giovane, Amerigo Vespucci, a unirsi a lui. Il ruolo di Amerigo non è chiaro, ma probabilmente era un addetto o un segretario privato. Lungo la strada conclusero affari a Bologna, Milano e Lione. Il loro obiettivo a Parigi era ottenere il sostegno francese per la guerra di Firenze con Napoli. Re Luigi XI di Francia fu titubante, perciò la missione diplomatica tornò a Firenze nel 1481 con scarsi risultati diplomatici, tuttavia il viaggio probabilmente risvegliò in Vespucci il fascino per il viaggio e l'esplorazione.
Dopo il suo ritorno da Parigi, Amerigo lavorò per un certo periodo con suo padre e continuò i suoi studi scientifici. Nel 1482, quando suo padre morì, Amerigo andò a lavorare per Lorenzo di Pierfrancesco de' Medici, nobile di un ramo cadetto della famiglia Medici. Sebbene Amerigo avesse dodici anni in più, entrambi erano stati compagni di scuola sotto la tutela di Giorgio Antonio Vespucci. Amerigo ricoprì dapprima il ruolo di amministratore della famiglia e poi man mano assunse responsabilità crescenti, gestendo vari affari per la famiglia sia in patria che all'estero. Nel frattempo, continuò a mostrare interesse per la geografia, arrivando ad acquistare una costosa mappa realizzata dal maestro cartografo Gabriel de Vallseca.

### Trasferimento a Siviglia
Nel 1488 Lorenzo di Pierfrancesco divenne insoddisfatto del suo agente d'affari di Siviglia, Tomasso Capponi. Inviò Vespucci ad indagare sulla situazione e a fornire una valutazione di un possibile candidato sostituto, il commerciante fiorentino Giannotto Berardi. Le indagini di Vespucci sono andate perdute, ma si sa che Capponi tornò a Firenze in questo periodo e Berardi rilevò l'attività dei Medici a Siviglia.
Nel 1492 Vespucci si era stabilito definitivamente a Siviglia. Le sue motivazioni per lasciare Firenze non sono chiare; continuò a trattare affari per conto dei suoi mecenati Medici, ma fu sempre più coinvolto nelle altre attività di Berardi, in particolare il suo sostegno ai viaggi di Colombo. Berardi investì mezzo milione di maravedí nel primo viaggio di Cristoforo Colombo e ottenne un contratto per rifornire una seconda grande flotta per Colombo. Tuttavia, i profitti si rivelarono scarsi. Nel 1495 Berardi firmò un contratto con la corona per inviare dodici navi di rifornimento a Hispaniola, ma morì improvvisamente nel dicembre dello stesso anno senza completare i termini del contratto previsti.
Vespucci fu l'esecutore testamentario di Berardi, raccogliendo i debiti e pagando gli obblighi in sospeso per l'azienda. Successivamente gli restarono debiti per 140 000 maravedí. Continuò a provvedere alle navi dirette verso le Indie Occidentali, ma le sue opportunità si stavano riducendo; le spedizioni di Colombo non stavano dando i profitti sperati e il suo mecenate, Lorenzo di Pierfrancesco Medici, si stava già servendo di altri agenti fiorentini per i suoi affari a Siviglia.
Qualche tempo dopo essersi stabilito a Siviglia, Vespucci sposò una donna spagnola, Maria Cerezo. Si sa molto poco di lei; il testamento di Vespucci si riferisce a lei come la figlia del celebre leader militare Gonzalo Fernández de Córdoba. Lo storico Fernández-Armesto ipotizza che lei potesse essere stata una figlia illegittima di Gonzalo e una connessione che sarebbe stata molto utile a Vespucci. Fu un'attiva partecipante nei suoi affari e deteneva la procura per Vespucci quando lui era assente.

### A servizio del Regno di Castiglia
Ciò che spinse Amerigo Vespucci ad intraprendere i suoi viaggi è un tema dibattuto dagli storici. Secondo lo storico Bruno Bonari, i motivi possono essere: la tutela degli interessi di qualche mercante o finanziatore delle stesse spedizioni oppure valutare in prima persona le potenzialità economiche che potessero avere tali spedizioni e, di conseguenza, tentare di ricostruire e stabilizzare la propria situazione finanziaria a seguito della chiusura della società di Berardi.

#### Viaggio non accertato del 1497-1498
Vespucci partecipò al viaggio di esplorazione con Juan de la Cosa. Il probabile comandante di questa spedizione fu Juan Díaz de Solís. Probabilmente fu il re Ferdinando II d'Aragona a volere questa spedizione, per rendersi conto se la terraferma fosse realmente distante dall'isola di Hispaniola e avere così una visione più ampia e precisa delle nuove terre.

#### Viaggio del 1499-1500
Vespucci partecipò a una spedizione guidata da Alonso de Ojeda. Nella spedizione vi era anche il cantabrico Juan de la Cosa, famoso pilota e cartografo. Dopo aver toccato terra in corrispondenza dell'odierna Guyana, i due si separarono. Vespucci continuò verso sud fino a toccare la foce del Rio delle Amazzoni, all'incirca a 6° S, successivamente proseguì verso sud fino al Cabo de São Roque, (Capo San Rocco), circa 30 km a nord dell'odierna città di Natal. Quindi la spedizione rientrò verso nord riconoscendo l'isola di Trinidad e il fiume Orinoco, prima di fare ritorno in Spagna.

### A servizio del Regno del Portogallo

#### Viaggio del 1501-1502
In questo periodo, Amerigo viaggiò al servizio del Portogallo. Nel 1501 prese parte a una spedizione comandata da Gonçalo Coelho. Prima di giungere nelle Americhe, la spedizione si era fermata alcuni giorni nelle isole di Capo Verde ed aveva incrociato le navi di Pedro Álvares Cabral, esploratore portoghese di ritorno dal suo viaggio in India. A Capo Verde Vespucci conobbe l'ebreo Gaspar da Gama che gli descrisse i popoli, la fauna e la vegetazione dell'India. Comparando questo racconto con quello che poi osservò, giunse nel 1501 alla conclusione che le terre che stava visitando non potevano fare parte dell'Asia ma costituivano quello che lui definì il Nuovo Mondo.
(Dalla lettera di Vespucci a Lorenzo di Pierfrancesco de' Medici, scritta dopo il viaggio del 1501-1502)

#### Viaggio non accertato del 1503-1504
Nel suo quarto viaggio, sempre comandato dai portoghesi, Vespucci individuò un'isola situata nel bel mezzo dell'oceano che fu successivamente battezzata Fernando de Noronha, in onore di uno dei componenti dell'equipaggio. Quindi la spedizione continuò verso le coste dell'attuale Brasile, ma non ci furono importanti scoperte.
(Lettera prima al magistrato Soderini, p. 95 (ristampa), A. Vespucci, Roma, 1892)

### Il ritorno a Siviglia e la morte

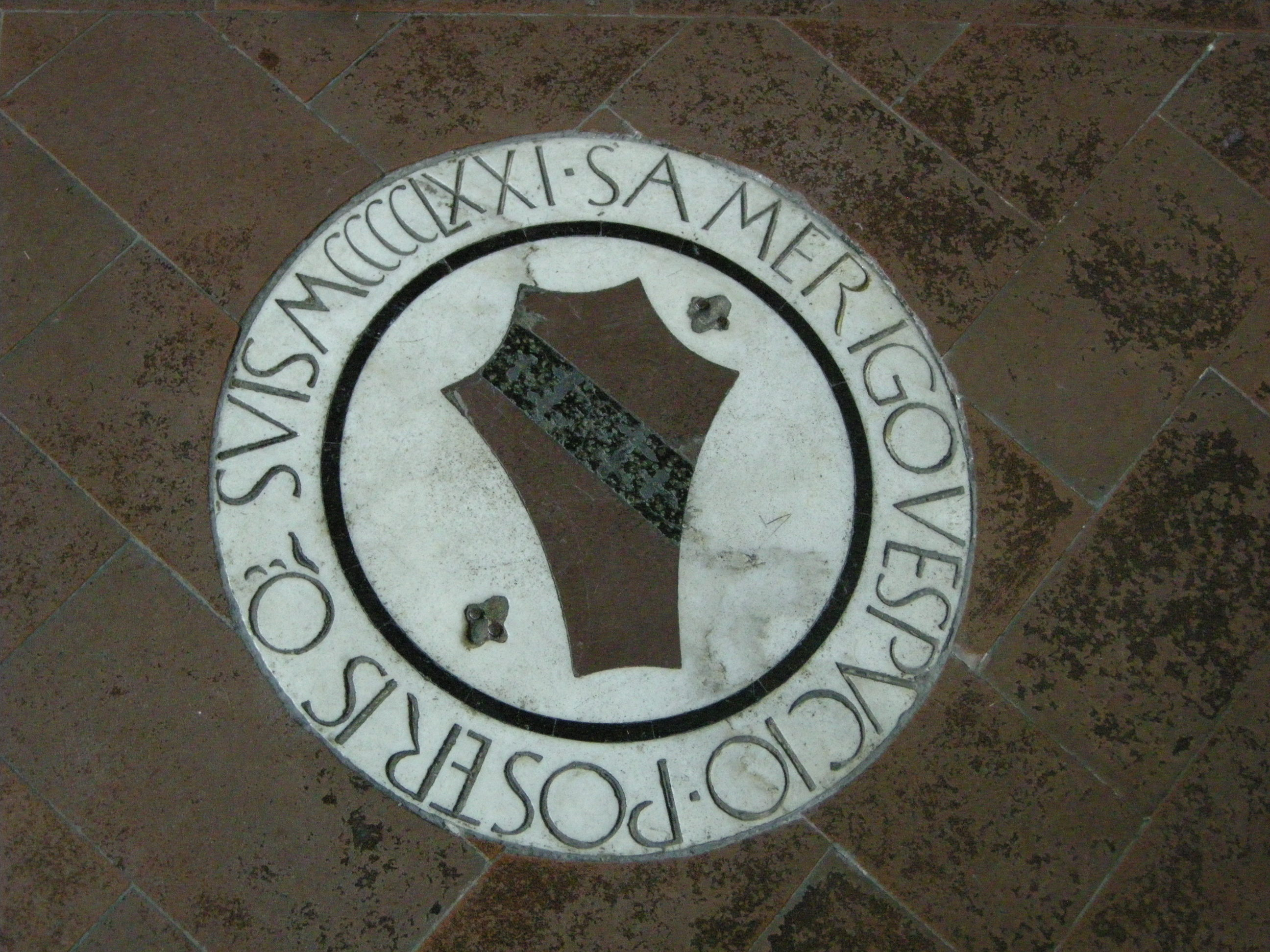
Tomba di Amerigo Vespucci in Ognissanti

All'inizio del 1505, Vespucci era tornato a Siviglia. La sua reputazione come esploratore e navigatore continuò a crescere e il suo recente servizio in Portogallo non sembrava aver danneggiato il suo status con il re Ferdinando II d'Aragona. Al contrario, il re era probabilmente interessato a conoscere la possibilità di trovare una via verso le Indie Occidentali. Nel febbraio, fu convocato dal re come consulente per le questioni di navigazione al fine di programmare nuove spedizioni. Durante i mesi successivi, ricevette pagamenti dalla corona per i suoi servizi e nell'aprile fu dichiarato, per proclamazione reale, cittadino di Castiglia e León.
Dal 1505 fino alla sua morte nel 1512, Vespucci rimase al servizio della corona spagnola. Continuò il suo lavoro di commerciante, allestendo navi dirette verso il Nuovo Mondo. Fu anche assunto come capitano di una nave come parte di una flotta diretta alle "isole delle spezie", ma il viaggio pianificato non ebbe mai luogo. Nel marzo del 1508, fu nominato piloto mayor della Casa de Contratación, che fungeva da sede commerciale centralizzata di tutte le proprietà d'oltremare della Spagna. Questo titolo era importante perché era il responsabile di organizzare le spedizioni nelle nuove terre e di formare piloti e cartografi, insegnando loro l'uso del quadrante e dell'astrolabio. Ricevette uno stipendio annuale di 50 000 maravedi con ulteriori 25 000 per le spese accessorie. Nel suo nuovo ruolo, Vespucci fu responsabile nel garantire che i piloti delle navi fossero adeguatamente addestrati prima di navigare verso il Nuovo Mondo. Gli venne anche affidato il compito di creare una "mappa modello", il Padrón Real, e tenerla aggiornata basandosi sui contributi dei piloti che erano obbligati a condividere ciò che avevano imparato al ritorno da ogni viaggio.
Vespucci morì il 22 febbraio 1512 a Siviglia, in Andalusia. Non ebbe discendenza ma lasciò i suoi beni alla moglie, l'andalusa Maria Cerezo.
Si crede che la salma di Vespucci fosse rimpatriata a Firenze e qui tumulata nella chiesa di San Salvatore in Ognissanti. È più probabile, tuttavia, che l'Amerigo Vespucci tumulato a Firenze sia suo nonno, omonimo, in quanto la pietra sepolcrale menziona l'anno di decesso 1471. Ma il navigatore potrebbe essere stato successivamente sepolto nella stessa tomba del nonno.

## Metodo vespucciano di calcolo della longitudine

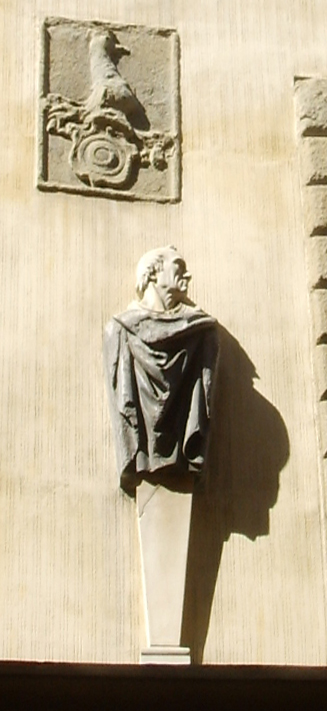
Erma di Vespucci sul Palazzo dei Visacci, Firenze

Amerigo Vespucci osservava attentamente il cielo, e la notte del 23 agosto del 1499, durante il suo secondo viaggio scrisse: 
In seguito a questi ragionamenti, vari astronomi e cosmografi dell'epoca e delle epoche successive riconobbero che Vespucci aveva inventato come verificare una longitudine con il metodo della distanza lunare. Ad esempio nel 1950, l'astronomo del Vaticano, il professor Stein, disse: «Mi meraviglia che fino ad oggi nessuno abbia verificato le osservazioni fatte da Vespucci nella notte del 23 agosto 1499, dove calcolava la posizione relativa di Marte e della Luna in quell'epoca». Da tutto ciò si evince che Vespucci sapeva benissimo dove si trovasse, ed era in grado più di ogni altro di fare il punto nave con precisione.

## La questione "vespucciana"
La questione Vespucciana è un dibattito ancora in corso tra gli storici sull'autenticità degli scritti di Amerigo Vespucci: il problema è l'esistenza di un grande quantitativo di fonti relative ai suoi viaggi ma spesso in contraddizione tra loro.
La figura di Amerigo Vespucci è controversa a causa delle sue lettere, la cui autenticità è stata messa in discussione: la Mundus Novus ("Nuovo Mondo") e la Lettera (o "Il quarto viaggio"). Alcuni sostengono che Vespucci abbia esagerato il suo ruolo e romanzato gli avvenimenti, altri che abbia contraffatto gli originali di altri viaggiatori dell'epoca. Le due lettere contestate parlano di quattro viaggi in America. Attualmente vi è una disputa tra alcuni storici (Germán Arciniegas e Gabriel Camargo Perez) che sostengono che il primo viaggio di Vespucci sarebbe avvenuto insieme a Juan de la Cosa nel giugno del 1497, con probabile comandante Juan Díaz de Solís, e altri che ritengono che questo viaggio non sia mai avvenuto. Amerigo Vespucci e le sue lettere sono state particolarmente studiate da Bruno Bonari, che ha pubblicato tre libri riguardanti la sua vita ed i suoi controversi scritti, cercando di far chiarezza sulla vita di questo navigatore.
Nello schema riassuntivo seguente è riscontrabile la discordanza tra le date di partenza e di ritorno di un medesimo viaggio nelle diverse lettere:
|                                        |         | Epistole familiari | Lettera al Soderini |
| -------------------------------------- | ------- | ------------------ | ------------------- |
| Primo viaggio spagnolo (1497-1498)     | Andata  | Non menzionato     | 10 maggio 1497      |
| Primo viaggio spagnolo (1497-1498)     | Ritorno | Non menzionato     | 15 ottobre 1498     |
| Secondo viaggio spagnolo (1499-1500)   | Andata  | 18 maggio 1499     | 16 maggio 1499      |
| Secondo viaggio spagnolo (1499-1500)   | Ritorno | giugno 1500        | 8 settembre 1500    |
| Primo viaggio portoghese (1501-1502)   | Andata  | 13 maggio 1501     | 10 maggio 1501      |
| Primo viaggio portoghese (1501-1502)   | Ritorno | luglio 1502        | 7 settembre 1502    |
| Secondo viaggio portoghese (1503-1504) | Andata  | Non menzionato     | 10 maggio 1503      |
| Secondo viaggio portoghese (1503-1504) | Ritorno | Non menzionato     | 18 giugno 1504      |

## Il nomeAmerica
Nelle sue lettere Amerigo Vespucci descrisse la terraferma visitata come un "Nuovo Mondo" e fu il primo a rendersi conto di trovarsi al cospetto di un nuovo continente. Il fatto che sia stato o no il primo europeo a giungere nella terraferma americana (il 24 giugno 1497), curiosamente lo stesso giorno in cui Giovanni Caboto pose piede nell'isola di Cab Breton, nel territorio di Nuova Scozia, non ha particolare importanza. Quello che importa è che nelle sue lettere, indirizzate a Lorenzo il Popolano, descrive con dovizia di particolari i nuovi territori, i popoli visitati, la fauna e si rende conto che quel nuovo continente non può essere l'Asia.
Fu la rapida diffusione delle lettere circolate a suo nome che indusse il cartografo tedesco Martin Waldseemüller a usare il genere femminile (America) del suo nome latinizzato (Americus Vespucius), per indicare il nuovo continente in una carta del mondo disegnata nel 1507, contenuta nella Cosmographiae Introductio. L'idea del tedesco Waldseemüller era che l'appellativo si riferisse all'attuale America meridionale, cioè alle terre toccate da Vespucci.
(Cosmographiae Introductio)

Qui di seguito si riporta un passo di una delle lettere, nel quale Vespucci si rende conto di essere al cospetto "della quarta parte della Terra" e cioè di un nuovo continente: 
La versione, che vuole attribuire a Giovanni Caboto attraverso le sue scoperte avvenute il 24 giugno 1497 la coniazione del nome "America", avallata da un'annotazione estrapolata da un fantomatico annuario di Bristol, è priva di fondamento storico. Questa versione sostiene che Caboto, partito da Bristol con il Matthew il 2 maggio del 1497, avesse dedicato le terre da lui scoperte il 24 giugno e cioè l'Isola del Capo Bretone la Nuova Scozia e l'isola di Terranova, al finanziatore delle sue imprese, l'armatore Richard Amerycke o Ap Meryke. L'annotazione ripresa da una copia tarda delle Cronache di Bristol del 1497, andata bruciata, è il risultato di una pura e semplice arbitraria deduzione, originata nel 1909 da un funzionario doganale di Bristol Alfred E. Hudd. Il funzionario sostenne di aver letto un breve passo a margine delle suddette Cronache, scritte da Maurice Toby e pubblicate successivamente nel 1527: "... il giorno di San Giovanni, la terra d'America venne scoperta dai mercanti di Bristowe, su una nave chiamata Mathew".
L'unico documento su cui viene per la prima volta segnalato il toponimo America rimane quindi l'opera, Cosmographiae Introductio, stampata con l'autorizzazione dal Presule della Santa Sede da cui il monastero di Saint-Dié-des-Vosges dipendeva il 25 aprile 1507.

## Rapporti con Cristoforo Colombo
Durante il suo lavoro a Siviglia e lavorando per conto di Giannotto Berardi, finanziatore del primo viaggio colombiano, ebbe occasione di incontrare l'Ammiraglio genovese Cristoforo Colombo. Dei rapporti tra loro si è discusso molto, taluni affermando la reciproca stima, altri evidenziando la rivalità. L'unica testimonianza certa è una lettera di Cristoforo Colombo al figlio Diego:
(Cristoforo Colombo, 5 febbraio 1505. Lettera manoscritta conservata presso l'Archivio Generale delle Indie, patronato 295, c. 3, doc. 59.)

## Opere
Gli scritti di Amerigo Vespucci, costituiti essenzialmente da lettere manoscritte, si possono dividere in due filoni: lettere pubbliche e lettere private o familiari:
- (LA) Mundus Novus, 1503.
- Lettera al Soderini, 1507.
- Epistole familiari:
  -  Prima lettera manoscritta, 18 luglio 1500.
  -  Seconda lettera manoscritta, Capo Verde, 4 giugno 1501.
  -  Terza lettera manoscritta, Lisbona, 1502.
- Frammento Ridolfi, 1502.

Segue una tabella riepilogativa delle opere e i rispettivi viaggi descritti:
|                                        | Mundus Novus | Lettera al Soderini | Prima lettera | Seconda lettera | Terza lettera |
| -------------------------------------- | ------------ | ------------------- | ------------- | --------------- | ------------- |
| Primo viaggio spagnolo (1497-1498)     |              | X                   |               |                 |               |
| Secondo viaggio spagnolo (1499-1500)   |              | X                   | X             |                 |               |
| Primo viaggio portoghese (1501-1502)   | X            | X                   |               | X               | X             |
| Secondo viaggio portoghese (1503-1504) |              | X                   |               |                 |               |

## Albero genealogico
|                  |                  |                  |                  |                       |                       | Nanna di maestro Piero Onesti da Pescia | Nanna di maestro Piero Onesti da Pescia | Nanna di maestro Piero Onesti da Pescia | Nanna di maestro Piero Onesti da Pescia | Nanna di maestro Piero Onesti da Pescia | Nanna di maestro Piero Onesti da Pescia |                   |                   |                   |                   |                   |                   | Amerigo di Stagio Vespucci | Amerigo di Stagio Vespucci | Amerigo di Stagio Vespucci | Amerigo di Stagio Vespucci | Amerigo di Stagio Vespucci | Amerigo di Stagio Vespucci |                          |                          |  |  |  |  |                        |                        |                        |                        |                        |                        |
|                  |                  |                  |                  |                       |                       | Nanna di maestro Piero Onesti da Pescia | Nanna di maestro Piero Onesti da Pescia | Nanna di maestro Piero Onesti da Pescia | Nanna di maestro Piero Onesti da Pescia | Nanna di maestro Piero Onesti da Pescia | Nanna di maestro Piero Onesti da Pescia |                   |                   |                   |                   |                   |                   | Amerigo di Stagio Vespucci | Amerigo di Stagio Vespucci | Amerigo di Stagio Vespucci | Amerigo di Stagio Vespucci | Amerigo di Stagio Vespucci | Amerigo di Stagio Vespucci |                          |                          |  |  |  |  |                        |                        |                        |                        |                        |                        |
|                  |                  |                  |                  |                       |                       |                                         |                                         |                                         |                                         |                                         |                                         |                   |                   |                   |                   |                   |                   |                            |                            |                            |                            |                            |                            |                          |                          |  |  |  |  |                        |                        |                        |                        |                        |                        |
|                  |                  |                  |                  |                       |                       |                                         |                                         |                                         |                                         |                                         |                                         |                   |                   |                   |                   |                   |                   |                            |                            |                            |                            |                            |                            |                          |                          |  |  |  |  |                        |                        |                        |                        |                        |                        |
|                  |                  |                  |                  | Lisa di Giovanni Mini | Lisa di Giovanni Mini | Lisa di Giovanni Mini                   | Lisa di Giovanni Mini                   | Lisa di Giovanni Mini                   | Lisa di Giovanni Mini                   |                                         |                                         | Nastagio Vespucci | Nastagio Vespucci | Nastagio Vespucci | Nastagio Vespucci | Nastagio Vespucci | Nastagio Vespucci |                            |                            | Giorgio Antonio Vespucci   | Giorgio Antonio Vespucci   | Giorgio Antonio Vespucci   | Giorgio Antonio Vespucci   | Giorgio Antonio Vespucci | Giorgio Antonio Vespucci |  |  |  |  | Guido Antonio Vespucci | Guido Antonio Vespucci | Guido Antonio Vespucci | Guido Antonio Vespucci | Guido Antonio Vespucci | Guido Antonio Vespucci |
|                  |                  |                  |                  | Lisa di Giovanni Mini | Lisa di Giovanni Mini | Lisa di Giovanni Mini                   | Lisa di Giovanni Mini                   | Lisa di Giovanni Mini                   | Lisa di Giovanni Mini                   |                                         |                                         | Nastagio Vespucci | Nastagio Vespucci | Nastagio Vespucci | Nastagio Vespucci | Nastagio Vespucci | Nastagio Vespucci |                            |                            | Giorgio Antonio Vespucci   | Giorgio Antonio Vespucci   | Giorgio Antonio Vespucci   | Giorgio Antonio Vespucci   | Giorgio Antonio Vespucci | Giorgio Antonio Vespucci |  |  |  |  | Guido Antonio Vespucci | Guido Antonio Vespucci | Guido Antonio Vespucci | Guido Antonio Vespucci | Guido Antonio Vespucci | Guido Antonio Vespucci |
|                  |                  |                  |                  |                       |                       |                                         |                                         |                                         |                                         |                                         |                                         |                   |                   |                   |                   |                   |                   |                            |                            |                            |                            |                            |                            |                          |                          |  |  |  |  |                        |                        |                        |                        |                        |                        |
|                  |                  |                  |                  |                       |                       |                                         |                                         |                                         |                                         |                                         |                                         |                   |                   |                   |                   |                   |                   |                            |                            |                            |                            |                            |                            |                          |                          |  |  |  |  |                        |                        |                        |                        |                        |                        |
| Antonio Vespucci | Antonio Vespucci | Antonio Vespucci | Antonio Vespucci | Antonio Vespucci      | Antonio Vespucci      |                                         |                                         | Girolamo Vespucci                       | Girolamo Vespucci                       | Girolamo Vespucci                       | Girolamo Vespucci                       | Girolamo Vespucci | Girolamo Vespucci |                   |                   | Amerigo Vespucci  | Amerigo Vespucci  | Amerigo Vespucci           | Amerigo Vespucci           | Amerigo Vespucci           | Amerigo Vespucci           |                            |                            |                          |                          |  |  |  |  |                        |                        |                        |                        |                        |                        |